# Tom McVie
Thomas Mc Vie, dit Tom McVie (né le 6 juin 1935 à  Trail (Colombie-Britannique, Canada) et mort le 19 janvier 2025 à Vancouver (État de Washington, États-Unis)), est un joueur et entraîneur canadien de hockey sur glace.

## Biographie

### Carrière de joueur
Tom McVie commence le hockey professionnel en 1956-1957 en jouant dans la Ligue internationale de hockey pour les Mercurys de Toledo. Deux saisons plus tard, il rejoint la Western Hockey League pour une carrière d'une quinzaine de saisons. Par la suite, il retourne jouer dans la LIH  et il met fin à sa carrière de joueur en 1973-1974.

### Carrière d'entraîneur
En fait, dès la saison 1972-1973, Tom McVie occupe le poste d'entraîneur et de joueur dans les franchises où il passe. Au cours de la 1975-1976, il prend la place de Milt Schmidt en tant qu'entraîneur des Capitals de Washington et garde cette place jusqu'au milieu de la saison 1978-1979 de la LNH. Il devient ensuite l'entraîneur des Jets de Winnipeg, qui est alors une franchise de l'Association mondiale de hockey. Il accompagne les Jets lors de leur entrée dans la LNH.
Au cours de la saison 1983-1984, il prend la place de Bill MacMillan à la tête des Devils du New Jersey, poste qu'il n'occupera que quelques mois avant de laisser la place à Doug Carpenter. Les Devils font cette année-là, la pire saison de leur histoire.
Par la suite, il occupera le poste d'entraîneur dans la Ligue américaine de hockey pour les Mariners du Maine puis il retourne dans l'organisation des Devils pour entraîneur leur équipe ferme: les Devils de l'Utica. En 1988-1989, il reçoit le trophée Louis-A.-R.-Pieri en tant que meilleur entraîneur de la saison.
En 1992-1993, il passe une nouvelle fois derrière le banc des Devils, à la suite de John Cunniff puis part l'année d'après pour devenir l'entraîneur adjoint des Bruins de Boston pour trois saisons.
Il passe alors entraîneur dans l'ECHL pour les Nailers de Wheeling pour la saison 1996-1997. En 1997-1998, il réalise sa dernière saison en tant qu'entraîneur pour les Bruins de Providence dans la LAH.

### Mort
Tom McVie meurt le 19 janvier 2025 à Vancouver.

## Statistiques
| Saison    | Équipe                 | Ligue |    | Saison régulière | Saison régulière | Saison régulière | Saison régulière | Saison régulière |   | Séries éliminatoires | Séries éliminatoires | Séries éliminatoires | Séries éliminatoires | Séries éliminatoires |
| Saison    | Équipe                 | Ligue | PJ | B                | A                | Pts              | Pun              | PJ               | B | A                    | Pts                  | Pun                  |                      |                      |
| 1956-1957 | Mercurys de Toledo     | LIH   | 60 | 17               | 26               | 43               | 43               |                  |   |                      |                      |                      |                      |                      |
| 1957-1958 | Mercurys de Toledo     | LIH   | 64 | 34               | 31               | 65               | 31               |                  |   |                      |                      |                      |                      |                      |
| 1957-1958 | Americans de Seattle   | WHL   | 3  | 0                | 2                | 2                | 0                |                  |   |                      |                      |                      |                      |                      |
| 1958-1959 | Totems de Seattle      | WHL   | 50 | 26               | 23               | 49               | 43               | 12               | 1 | 10                   | 11                   | 2                    |                      |                      |
| 1959-1960 | Totems de Seattle      | WHL   | 70 | 27               | 44               | 71               | 34               | 4                | 0 | 2                    | 2                    | 0                    |                      |                      |
| 1960-1961 | Totems de Seattle      | WHL   | 70 | 33               | 32               | 65               | 79               | 11               | 1 | 2                    | 3                    | 12                   |                      |                      |
| 1961-1962 | Buckaroos de Portland  | WHL   | 67 | 45               | 40               | 85               | 80               | 7                | 4 | 2                    | 6                    | 9                    |                      |                      |
| 1962-1963 | Buckaroos de Portland  | WHL   | 68 | 37               | 35               | 72               | 65               | 7                | 3 | 3                    | 6                    | 6                    |                      |                      |
| 1963-1964 | Buckaroos de Portland  | WHL   | 69 | 36               | 38               | 74               | 26               | 5                | 1 | 4                    | 5                    | 22                   |                      |                      |
| 1964-1965 | Buckaroos de Portland  | WHL   | 70 | 37               | 29               | 66               | 59               | 10               | 3 | 6                    | 9                    | 16                   |                      |                      |
| 1965-1966 | Buckaroos de Portland  | WHL   | 35 | 13               | 10               | 23               | 21               | 13               | 2 | 4                    | 6                    | 4                    |                      |                      |
| 1966-1967 | Blades de Los Angeles  | WHL   | 70 | 24               | 30               | 54               | 48               |                  |   |                      |                      |                      |                      |                      |
| 1967-1968 | Roadrunners de Phoenix | WHL   | 71 | 29               | 31               | 60               | 34               | 4                | 0 | 3                    | 3                    | 4                    |                      |                      |
| 1968-1969 | Roadrunners de Phoenix | WHL   | 73 | 25               | 31               | 56               | 28               |                  |   |                      |                      |                      |                      |                      |
| 1969-1970 | Totems de Seattle      | WHL   | 73 | 19               | 33               | 52               | 63               | 6                | 1 | 1                    | 2                    | 0                    |                      |                      |
| 1970-1971 | Totems de Seattle      | WHL   | 58 | 10               | 21               | 31               | 60               |                  |   |                      |                      |                      |                      |                      |
| 1971-1972 | Totems de Seattle      | WHL   | 10 | 1                | 2                | 3                | 12               |                  |   |                      |                      |                      |                      |                      |
| 1971-1972 | Komets de Fort Wayne   | LIH   | 50 | 21               | 35               | 56               | 28               | 8                | 7 | 4                    | 11                   | 8                    |                      |                      |
| 1972-1973 | Jets de Johnstown      | EHL   | 30 | 13               | 12               | 25               | 64               |                  |   |                      |                      |                      |                      |                      |
| 1972-1973 | Buckaroos de Portland  | WHL   | 1  | 0                | 1                | 1                | 0                |                  |   |                      |                      |                      |                      |                      |
| 1973-1974 | Gems de Dayton         | LIH   | 10 | 0                | 1                | 1                | 4                |                  |   |                      |                      |                      |                      |                      |